# Joseph Lagrange
Joseph Lagrange (ur. 10 stycznia 1763 w Sempesserre, zm. 16 stycznia 1836 w Paryżu) – francuski generał, Kawaler Cesarstwa, Par Francji.

## Życiorys
W 1791 roku został kapitanem w 2 batalionie ochotniczym departamentu Gers i wziął udział walkach w składzie Armii Pireneje. Wziął udział w wyprawie do Egiptu i Syrii. Wziął udział w bitwie pod Heliopolis 20 marca 1800 roku, brał udział w tłumieniu powstania w Kairze. Następnie był szefem sztabu gen. Menou, dowódcy Armii Wschodu. W 1801 roku powrócił do Francji i w 1802 roku został inspektorem generalnym żandarmerii. W latach 1804–1805 uczestniczył w wyprawie na San Domingo.
Po powrocie do Francji w 1806 roku został dowódcą 2 Dywizji w VIII Korpusie marsz. Mortiera. W 1807 roku został ministrem wojny Królestwa Westfalii.
W 1808 roku został wysłany do Hiszpanii, gdzie został dowódcą 2 Dywizji w VI Korpusie marsz. Neya, ranny w bitwie pod Tudelą 23 listopada 1808 roku. W 1810 roku został gubernatorem Salamanki. W dniu 26 kwietnia 1810 roku został mianowany Kawalerem Cesarstwa.
W 1812 roku został dowódcą 2 Dywizji w II Korpusie marsz. Oudinota. Brał udział w walkach pod Dreznem i bitwa pod Lipskiem.
W 1814 roku brał udział w bitwach pod La Rothière, pod Champaubert, pod Vauchamps i w obronie Paryża.
Po kapitulacji Paryża w 1814 roku wystąpił z wojska i wrócił do departamentu Giers. Był tam członkiem kolegium elektorów, członkiem ruchu rojalistów. W 1818 roku został inspektorem generalnym żandarmerii.
Po rewolucji lipcowej w 1830 roku król Ludwik Filip I w dniu 30 listopada 1831 roku mianował go parem Francji i przyznał mu rentę generała porucznika. Od tego momentu do śmierci był członkiem Izby Parów. Zmarł w Paryżu.

## Awanse
- kapitan (1791)
- generał brygady (1799)
- generał dywizji (1800)

## Odznaczenia
- Krzyż Kawalerski Legii Honorowej (11 grudnia 1803)
- Krzyż Wielki Oficerski Legii Honorowej (14 czerwca 1804)
- Krzyż Wielki Legii Honorowej (1 maja 1821)